# Hermann von Münster (Domherr, † 1449)
Hermann von Münster (* im 14. Jahrhundert; † 15. Mai 1449) war Domherr in Münster.

## Leben
Hermann von Münster entstammte als Sohn des Hermann von Münster zu Botzlar und dessen Gemahlin Oda von Lüdinghausen dem hochfreien westfälischen Adelsgeschlecht von Münster.
Seit 1424 als Kanoniker am Alten Dom zu Münster und in Paderborn tätig, findet er erstmals als Domherr zu Münster am 25. Mai 1433 urkundliche Erwähnung. Hermann war Scholaster in St. Martini in Münster und Mitglied des Domkalands.